# Lee Tae-sung
Lee Tae-sung (Hangul: 이태성; Hanja: 李太成, Seoul, 21 de abril de 1985) é um ator coreano.

## Biografia
Lee, que atualmente joga basebol pelo time Playboys (No.27), tem um irmão mais novo, o cantor  Sung Yu-bin, membro da banda BOB4. Em novembro de 2012, Lee se casou. O casal tem um filho.                                                                                                                                                                                    Lee entrou em seu serviço militar obrigatório em 29 de outubro de 2013. Parece que sua cerimônia de casamento será mais adiada devido a este evento de acordo com um anúncio feito por sua empresa de gestão, Glory MK Entertainment. Ele será um oficial de reserva em tempo integral estacionado no campo de treinamento da 32ª divisão em Gongju, Província de Chungcheong do Sul.

## Filmografia

### Séries de TV
| Ano  | Título                               | Papel          |
| ---- | ------------------------------------ | -------------- |
| 2003 | Go Mom Go!                           |                |
| 2007 | Several Questions That Make Us Happy | Jung-wook      |
| 2007 | Two Outs in the Ninth Inning         | Kim Jung-joo   |
| 2007 | Time Between Dog and Wolf            | Bae Sang-shik  |
| 2008 | Terroir                              | Park Dan-byul  |
| 2009 | Romance Zero                         | Kim Woo-jin    |
| 2009 | Enjoy Life                           | Jang Yoo-jin   |
| 2010 | The Woman Next Door                  | Byun Hoon      |
| 2010 | Playful Kiss                         | Bong Joon-gu   |
| 2011 | Pianissimo                           | Ki Da-rim      |
| 2011 | Hooray for Love                      | Byung Dong-woo |
| 2012 | Rooftop Prince                       | Yong Tae-mu    |
| 2013 | Pots of Gold                         | Park Hyun-joon |

### Filmes
| Ano  | Título            | Papel              |
| ---- | ----------------- | ------------------ |
| 2004 | Superstar Mr. Gam |                    |
| 2005 | Close To You      | Lee Seok / Lee Soo |
| 2006 | 26 Years Diary    | Lee Soo-hyun       |
| 2006 | Gangster High     | Kim Jae-gu         |
| 2009 | Sara and Rami     | Kwan-su            |